# Jalalabad (Muzaffarnagar)
Jalalabad è una suddivisione dell'India, classificata come nagar panchayat, di 23.568 abitanti, situata nel distretto di Muzaffarnagar, nello stato federato dell'Uttar Pradesh. 